# Czeriocha (stacja kolejowa)
Czeriocha (ros. Черёха) – stacja kolejowa w miejscowości Czeriocha, w rejonie pskowskim, w obwodzie pskowskim, w Rosji. Położona jest na linii dawnej Kolei Warszawsko-Petersburskiej.